# تاکومی اوزاوا
تاکومی اوزاوا (ژاپنی: 小澤 巧؛ زادهٔ ۷ مهٔ ۱۹۹۰) یک بازیکن فوتبال اهل ژاپن است.
از باشگاه‌هایی که در آن بازی کرده‌است می‌توان به باشگاه ورزشی یوکوهاما اشاره کرد.